# ماجستير الهندسة
ماجستير الهندسة (تختصر بالإنجليزية، M.E أو M.Eng أو MEng) هي درجة ماجستير سواء أكاديمية أو مهنية في مجال الهندسة.

## الاختلافات الدولية

### أستراليا
في أستراليا درجة «ماجستير الهندسة» هي درجة بحثية تتطلب إتمام أطروحة. مثل ماجستير الفلسفة (M.Phil.)، وتعتبر درجة أقل من الدكتوراه في الفلسفة (Ph.D). لا ينبغي الخلط بينه وبين درجات الماجستير «ماجستير العلوم الهندسية» أو «ماجستير الدراسات الهندسية» أو «ماجستير الهندسة المهنية» القائمة على نظام الدورات الدراسية. الاستثناءات هي «جامعة موناش» التي تمنح درجة «ماجستير العلوم الهندسية» عن طريق الأبحاث أو الدورات الدراسية، و«جامعة ملبورن» التي تقدم درجة «ماجستير الهندسة» من خلال الدورات الدراسية،  وجامعة تسمانيا التي تقدم درجة «ماجستير العلوم الهندسية» عن طريق الأبحاث.
قبلت جامعة ملبورن الدفعة الأولى لطلاب «ماجستير الهندسة» في فبراير 2010. يشمل برنامج «ماجستير الهندسة» 11 تخصصًا ويقبل الخريجين الحاصلين على درجات مدتها ثلاث سنوات في العلوم والرياضيات.
شرط القبول هو إتمام درجة البكالوريوس بمستوى مرتبة الشرف من الدرجة الثانية أو أعلى منه. لا يتوفر لدى بعض الجامعات التسجيل المباشر في درجة «دكتوراه في الفلسفة» ويجب على الطلاب أن يسجلوا في درجة بحثية أقل أولاً ثم الارتقاء للدكتوراه.

### كندا
درجة «ماجستير الهندسة MEng» في كندا هي درجة عليا (بعد الجامعية) ومدتها عادةً عاماً واحداً أو اثنين وتتضمن دورات دراسية أو مشروعًا رئيسيًا أو كليهما. تقدم بعض الجامعات الكندية درجة «ماجستير الهندسة» أو ماجستير العلوم أو ماجستير العلوم التطبيقية في الهندسة. يمكن إكمال درجة ماجستير الهندسة بدوام كامل أو بدوام جزئي.

### ألمانيا
في ألمانيا، درجات المهندس المحلي (Diplomingenieur (Dipl. -Ing.)، وهي الدرجة الأولى بعد خمس سنوات من الدراسة في الجامعة والدبلوم. -عمل. (FH)، درجة الهندسة التي قدمها جامعات العلوم التطبيقية بعد أربع سنوات من الدراسة) ألغيت في معظم الجامعات و «جامعات العلوم التطبيقية» في عام 2010 واستبدلت بها شهادات الماجستير بعد التخرج (M.Sc و M.Eng.).

### الهند
في الهند، ماجستير في الهندسة (ME) أو ماجستير في التكنولوجيا (M.Tech.) أو ماجستير العلوم في الهندسة (ماجستير. Engg.) هو برنامج للدراسات العليا في المجال الهندسي. وهو بشكل عام برنامج مدته سنتان (سنتان أو أكثر في حالة الماجستير. Engg.) بعد الانتهاء من درجة البكالوريوس لمدة 4 سنوات في الهندسة (بكالوريوس في الهندسة - بكالوريوس في الهندسة أو بكالوريوس في التكنولوجيا - B.Tech.). المتكاملة ME / M. شهادة (BE / B.Tech. + ME / M.Tech.) برنامج مدته 5 سنوات كما تقدمه العديد من المؤسسات.

### نيوزيلاندا
في نيوزيلاندا درجة الماجستير في الهندسة هي عمومًا درجة علمية تتطلب إكمال أطروحة في جامعات رئيسية (جامعة أوكلاند، جامعة كانتربري، إلخ.).  على غرار ماجستير الفلسفة في المملكة المتحدة (لا يجب الخلط بينه وبين ماجستير الدراسات الهندسية وهو درجة الماجستير في الدورات الدراسية.

### اليابان
في اليابان، ماجستير الهندسة (工学修士 Kogaku Shushi)، الذي يستغرق ما لا يقل عن عامين، هو برنامج للدراسات العليا يأتى بعد درجة البكالوريوس (أربعة أعوام). وهي درجة بحثية بين درجة البكالوريوس ودرجة الدكتوراه وتتطلب إتمام أطروحة.

### سنغافورة
في سنغافورة ماجستير الهندسة هو برنامج دراساتٍ عليا يعتمد على الأبحاث (نظام بحثىّ) يستمر عادة من 2 إلى 3 سنوات يتضمن دورات الدراسية ويجب إكماله بإتمام أطروحة شاملة يتم تقييمها من قبل لجنة امتحان. تُمنح عمومًا كمؤهل ما قبل الدكتوراه في مجال الهندسة. هذا بخلاف برامج «ماجستير العلوم» في الهندسة التي تعتمد على الدورات الدراسية ولا تتطلب أطروحة بحثية.

### كوريا الجنوبية
في كوريا الجنوبية، ماجستير الهندسة الذي يستغرق ما لا يقل عن عامين، هو برنامج للدراسات العليا يأتى بعد المرحلة الجامعية ذات الأعوام الأربع. تُمنح عادةً للتخصصات في مجال الهندسة بدلاً من العلوم. على سبيل المثال تختلف درجة «ماجستير العلوم في علوم الحاسوب» عن درجة «ماجستير الهندسة في علوم الحاسوب» من حيث أن الأخيرة تركز بشكل أساسي على قابلية تطبيق التصميم بارتباط قويّ مع العتاد بدلاً من البرامج. بشكل عام يتضمن برنامج ماجستير الهندسة نظام الدورات الدراسية والنظام البحثىّ.

### إسبانيا
قبل إدخال مشروع بولونيا، كانت هناك درجتان مختلفتان في الهندسة في إسبانيا: «الهندسة Ingeniería»، والتي كانت تقتضى 5 أو في بعض الحالات 6 دورات سنوية بدوام كامل و «الهندسة الفنية Ingeniería Técnica» بمدة أقصر: 3 سنوات أو في بعض الحالات 4 دورات سنوية بدوام كامل.

### السويد
قُدَِم لقب «ماجستير الهندسة» في بعض الجامعات السويدية التي تتابع «عملية بولونيا». العنوان "civilingenjör" (ترجمته «مهندس مدني»، المصطلح الإنجليزي «مهندس مدني» لا يكافئ"civilingenjör") هو ما يعادل «ماجستير في الهندسة» وكذلك لقب «ماجستير العلوم في الهندسة». يُمنح ماجستير العلوم في الهندسة بعد دراسة لا تقل عن 5 سنوات. قبل "2007-07-01" كانت تُمنح بحد أدنى 41⁄2 عاماً دراسياً. يمكن للطلاب الذين يبدؤون دراستهم قبل "2007-07-01"، ولكن ينتهون منها قبل "2015-07-01" وبعد 2007-07-01، أن يختاروا الحصول على اللقب إما بعد 41⁄2 عاما أو بعد 5 أعوام.

### المملكة المتحدة
في المملكة المتحدة تعد درجة ماجستير الهندسة (MEng) أعلى درجة خاصة بالدِّراسات الجامعية («البكالوريوس» أي قبل التخرج) في الهندسة. إنه المؤهل القياسي على المستوى الجامعي الذي يحصل عليه الأشخاص الراغبون أن يصبحوا مهندسين معتمدين مسجلين في المجلس الهندسي (EngC). تمثل درجة الماجستير الحد الأدنى من المعايير التعليمية المطلوبة لتصبح مهندسًا معتمدًا، ولكن هناك طرقًا أخرى مُرضية بنفس القدر لإثبات هذا المعيار مثل إكمال درجة البكالوريوس مع مرتبة الشرف ودبلومة دراساتٍ عليا لاحقة أو ماجستير الفنون أو ماجستير العلوم أو من خلال التعلم التجريبي. عادةً ما تعادل درجة ماجستير الهندسة البريطانية (UK MEng) بالدبلوم الأوروبية للهندسة (Dipl. -Ing.) ودرجات الهندسة المدنية السويدية "Civilingenjör".